# Frederik 1. af Anhalt
Frederik 1. (tysk: Friedrich I.; 29. april 1831 – 24. januar 1904) var hertug af Anhalt fra 1871 til 1904.
Frederik tilhørte Huset Askanien og var søn af hertug Leopold 4. af Anhalt. I sin ungdom var han officer i den preussiske hær og regerede derefter over det lille hertugdømme Anhalt i det centrale Tyskland fra 1871 til sin død i 1904.

## Biografi

### Tidlige liv
Arveprins Frederik blev født den 29. april 1831 i Dessau i Anhalt som det tredje barn og eneste søn af hertug Leopold 4. af Anhalt-Dessau i hans ægteskab med prinsesse Frederikke af Preussen. Hans far herskede over det lille fyrstendømme Anhalt-Dessau i det centrale Tyskland. Han foretog sine studier i Bonn og Geneve, og i 1851 trådte han ind i det preussiske militær i Potsdam.
I 1863 blev han arveprins til det forenede hertugdømme Anhalt, da hans far havde arvet samtlige anhaltske delterritorier efter den sidste hertug af Anhalt-Bernburgs død. I 1864 deltog han i den 2. Slesvigske Krig som officer i sin svoger prins Frederik Karl af Preussens stab. I 1870-71 deltog han som generalløjtnant i Den fransk-preussiske krig og overværede efterfølgende Wilhelm 1.'s udråbelse til Tysk Kejser i Spejlsalen i Château de Versailles den 18. januar 1871.

## Regeringstid
Frederik blev hertug af Anhalt, da faderen Hertug Leopold 4. døde den 22. maj 1871. Han modtog Elefantordenen af Kong Christian 9. i 1873.
Den 23. januar 1904 fik han et apoplektisk anfald og døde dagen efter på slottet i Ballenstedt. Da hans ældste søn Arveprins Leopold var død inden faderen, blev han efterfulgt som hertug af sin næstældste søn, Frederik 2.

## Ægteskab og børn
Frederik giftede sig den 22. april 1854 i Altenburg med Prinsesse Antoinette af Sachsen-Altenburg, datter af Prins Eduard af Sachsen-Altenburg og Prinsesse Amalie af Hohenzollern-Sigmaringen. I ægteskabet blev der født seks børn.

## Eksterne links
- Wikimedia Commons har flere filer relateret til Frederik 1. af Anhalt

| Frederik 1.Huset AskanienFødt: 29. april 1831 Død: 24. januar 1904 |                              |                            |
| Titler som regent                                                  |                              |                            |
| Foregående: Leopold 4.                                             | Hertug af Anhalt 1871 – 1904 | Efterfølgende: Frederik 2. |